# Mitch Garber
Ne pas confondre avec Mitch Garver.
Mitch Garber, né le 5 septembre 1964 à Montréal, est un avocat et un entrepreneur canadien. Il est le CEO de Caesars Acquisition Company, une filière de Caesars Nasdaq (CACQ) qui dirige Caesars Interactive Entertainment (dont il est également DG), Planet Hollywood, Bally's Las Vegas, The Cromwell Las Vegas, The Linq Hotel Las Vegas, Harrah's New Orleans et le Horseshoe casino de Baltimore.
En 2009, il est désigné par le Global Gaming Business magazine comme étant une des dix personnes les plus influentes dans le domaine des jeux d'argent. Il a influencé des politiques à ce sujet au Royaume-Uni et au Canada.

## Biographie
Mitch Garber obtient un baccalauréat en relations industrielles en 1986 de l'Université McGill et une licence en droit de l'Université d'Ottawa en 1989.
De 1990 à 1999, il pratique le droit dans le domaine des jeux d'argent. À la même époque, il est commentateur sportif à Montréal. Au cours des années 2000, il dirige plusieurs compagnies,.
En 2015, il rejoint l'émission Dans l'œil du dragon.
En septembre 2020, il annonce qu’il quittera la présidence du conseil d’administration du Cirque du Soleil une fois que l’entreprise passera dans les mains des créanciers.
En février 2023, il indique avoir une proposition pour prendre une participation dans le quotidien Montreal Gazette.

## Faits divers
Des compagnies détenues entre autres par Mitch Garber font l’objet d’une poursuite d’un milliard en 2016.

## Distinctions
- Doctorat honoris causa de l'Université d'Ottawa (2017) [10]
- Doctorat honoris causa  de l'Université de Montréal (2021) [11]